# Campana (Argentina)
Campana è una città dell'Argentina di 94 333 abitanti, situata nella provincia di Buenos Aires. Forma con la vicina città di Zárate un'unica entità urbana.

## Geografia
Campana è situata sulla sponda destra del fiume Paraná, ad 80 km a nord-ovest di Buenos Aires.

## Storia
Campana fu fondata nel 1875, mentre il partido omonimo fu istituito il 6 luglio 1885.

## Infrastrutture e trasporti

### Strade
Campana è collegata a Buenos Aires e con Rosario e Córdoba dall'autostrada RN 9, che scorre a sud della città.

### Ferrovie
Campana dispone di una propria stazione ferroviaria posta lungo la linea suburbana Mitre e le linee a lunga percorrenza verso la Rosario, Córdoba e Tucumán.

## Sport
La principale squadra di calcio locale è il Villa Dálmine.